# 澤列尼庫特 (科托夫斯克區)
47°52′52″N 29°29′15″E / 47.88111°N 29.48750°E
澤萊尼-庫特（烏克蘭語：Зелений Кут）是位於烏克蘭西南部的村莊，由敖德萨州波季利斯克区的庫亞利尼克市鎮負責管轄。該村始建於1780年，面積0.7平方公里，海拔高度243米，2001年人口343。